# Hermann Weber (Historiker, 1922)
Hermann Weber (* 17. Februar 1922 in Bad Kreuznach; † 15. August 2014 in Mainz) war ein deutscher Historiker.
Hermann Weber legte 1940 das Abitur in Idar-Oberstein ab. Von 1940 bis 1941 studierte er Kunstgeschichte und Philosophie an der Universität München. Von 1941 bis 1945 absolvierte er den Militärdienst. 1946/47 studierte er Philosophie an der Theologischen Fakultät Trier. Von 1950 bis 1954 absolvierte Weber das Studium der Geschichte und Philosophie an der Universität Bonn. Dabei forschte er 1951/52 in den Archiven des französischen Außenministeriums und der Bibliothèque nationale de France. Weber war in Bonn Schüler von Max Braubach und Konrad Repgen. 1954 wurde er in Bonn von Braubach promoviert. In seiner Dissertation befasste er sich mit der Politik von Karl Theodor von der Pfalz während des österreichischen Erbfolgekrieges. 1954 erfolgte ebenfalls das Staatsexamen in Geschichte und Philosophie.
Von 1955 bis 1957 hatte Weber ein DFG-Stipendium in Paris zur Vorbereitung einer Edition von Instruktionen für französische Gesandte an den deutschen Geistlichen Kurhöfen. Von 1958 bis 1968 war er wissenschaftlicher Mitarbeiter bei der Deutschen Historischen Forschungsstelle Paris (ab 1964 Deutsches Historisches Institut Paris) und von 1966 bis 1968 Stellvertreter des Direktors. 1969 war Weber Mitbegründer der Monumenta Europae Historica und von 1993 bis 1997 deren Präsident. Seine Habilitation mit einer Arbeit über die französische Rhein- und Reichspolitik in der Ära Richelieu erfolgte 1966 bei Stephan Skalweit in Saarbrücken. Von 1968 bis zu seiner Emeritierung 1987 lehrte er als ordentlicher Professor Allgemeine und Neuere Geschichte an der Universität Mainz. Von 1969 bis 1992 war er Mitglied des Beirats des DHI Paris und von 1970 bis 1985 Mitglied des Beirats des Instituts für Europäische Geschichte. Sein Hauptarbeitsgebiet waren die deutsch-französischen Beziehungen und die Pflege der deutsch-französischen Partnerschaft.

## Schriften
Monografien
- Die Politik des Kurfürsten Karl Theodor von der Pfalz während des österreichischen Erbfolgekrieges (1742–1748) (= Bonner historische Forschungen. Band 6). Röhrscheid, Bonn 1956 DNB 480463816 (Dissertation Universität Bonn, Philosophische Fakultät, 26. Mai 1954, 314 Seiten).
- Frankreich, Kurtrier, der Rhein und das Reich. 1623–1635 (= Pariser Historische Studien. Band 9). Röhrscheid, Bonn 1969 DNB 458584193 (Habilitationsschrift Universität Saarbrücken  [1969], 418 Seiten Volltext online kostenfrei, 421 Seiten in Viewer by perspectivia.net).

Herausgeberschaften
- Aufklärung in Mainz (= Schriften der Mainzer Philosophischen Fakultätsgesellschaft. Band 9). Steiner, Wiesbaden 1984, ISBN 3-515-04150-8.
- Politische Ordnungen und soziale Kräfte im Alten Reich (= Veröffentlichungen des Instituts für Europäische Geschichte, Mainz. Band 8). Steiner, Wiesbaden 1980, ISBN 3-515-03121-9.